# Daljni Vrh
Daljni Vrh este o localitate din comuna Novo mesto, Slovenia, cu o populație de 86 de locuitori.